# Joseph Christian von Zedlitz
Philipp Gotthard Joseph Christian Karl Anton von Zedlitz, baron de Zedlitz et de Nimmerstatt, né le 28 février 1790 au château de Johannisberg à Jauernig en Silésie autrichienne et mort le 16 mars 1862 à Vienne, est un officier et écrivain autrichien, poète épique et dramaturge.

## Œuvre
- Todtenkränze, 1828
- Gedichte, 1832, 1859
- Kerker und Krone (drame), 1834
- Über die orientalische Frage, 1840
- Soldaten-Büchlein, 1849-1850

et traductions de poèmes de Lord Byron (1830-1836), parues en quatre volumes

## Source
- (de) Cet article est partiellement ou en totalité issu de l’article de Wikipédia en allemand intitulé « Joseph Christian von Zedlitz » (voir la liste des auteurs).